# 横山仁
横山 仁（よこやま じん、2月6日）は、日本の漫画家。茨城県出身。代表作に『戦国ゾンビ』（原案：柴田一成）『幕末ゾンビ』、『亡国のイージス』（原作：福井晴敏）、『×ゲーム』（原作：山田悠介）、『!』（原作：二宮敦人）『大帝の剣』（原作：夢枕獏）などがある。

## 経歴
2001年2月に『ヤングキング別冊キングダム』（少年画報社）掲載の「暴力少女」でデビュー（よこやまじん名義）。2002年8月に同誌に掲載の『グングニル』で連載デビュー（よこやまじん名義）。2003年に講談社「ヤングマガジン月刊新人賞」佳作を「エレクトリックビースト」にて受賞（サンダーガール名義）。
2004年から『モーニング』（講談社）にて福井晴敏の同名小説を原作とする『亡国のイージス』を連載。
2006年以降は『コミックバーズ』（幻冬舎コミックス）に活動を移し、2007年11月『戦国ゾンビ』（原案 柴田一成)、2011年4月『夏休みを666倍楽しむ方法』、2013年3月夢枕獏の同名小説を原作とする『大帝の剣』を連載する。
2013年1月よりwebコンテンツ『アルファポリス 電網浮遊都市』にて『! ビックリマーク』（原作：二宮敦人）を連載。
2015年10月より『デンシバーズ』（幻冬舎コミックス）において『幕末ゾンビ』を連載。
2013年に発売されたコンビニ向けコミック廉価版『戦国ゾンビ』は、2016年12月に描き下ろし短篇『真田編』を収録してアンコール刊行。
2018年12月ポプラ社より『戦国人物伝 藤堂高虎 (コミック版日本の歴史) 』を刊行している。

## 作品リスト
- 亡国のイージス（モーニング連載、講談社〈モーニングKC〉刊）全4巻
  1. （2005年2月23日初版発売、ISBN 978-4063724134）
  2. （2005年5月23日初版発売、ISBN 978-4063724349）
  3. （2005年8月23日初版発売、ISBN 978-4063724608）
  4. （2005年12月22日初版発売、ISBN 978-4063724783）
- ×ゲーム（幻冬舎〈バーズコミックススペシャル〉刊）（2007年3月24日発売、ISBN 978-4344809512）
  - ×ゲーム 山田悠介REMIX3（幻冬舎〈バーズコミックスリミックス〉刊）（2012年1月24日発売、ISBN 978-4344824072）※上記の廉価版
- 戦国ゾンビ 〜百鬼の乱〜（コミックバーズ連載、幻冬舎〈バーズコミックス〉刊）全5巻
  1. （2008年5月24日初版発売、ISBN 978-4344813199）
  2. （2008年11月22日初版発売、ISBN 978-4344814745）
  3. （2009年6月24日初版発売、ISBN 978-4344816671）
  4. （2010年2月24日初版発売、ISBN 978-4344818781）
  5. （2010年10月23日初版発売、ISBN 978-4344820623）

  - 戦国ゾンビ上（幻冬舎〈バーズコミックスリミックス〉刊）（2013年2月23日初版発売、ISBN 978-4344827394）※上記の廉価版
  - 戦国ゾンビ下（幻冬舎〈バーズコミックスリミックス〉刊）（2013年2月23日初版発売、ISBN 978-4344827400）※上記の廉価版
- 夏休みを666倍楽しむ方法（コミックバーズ連載、幻冬舎〈バーズコミックス〉刊））全2巻
  1. （2011年11月24日初版発売、ISBN 978-4344823549）
  2. （2012年7月24日初版発売、ISBN 978-4344825543）
- !（アルファポリス連載、星雲社〈アルファポリスCOMICS〉刊）（2014年2月28日初版発売、ISBN 978-4434188114）
- 大帝の剣（コミックバーズ連載、幻冬舎〈バーズコミックス〉刊）全4巻
  1. （2013年9月24日初版発売、ISBN 978-4344829145）
  2. （2014年2月24日初版発売、ISBN 978-4344830400）
  3. （2014年9月24日初版発売、ISBN 978-4344832121）
  4. （2015年3月24日初版発売、ISBN 978-4344833821）
- 幕末ゾンビ（デンシバーズ連載、幻冬舎〈バーズコミックス〉刊）全3巻
  1. （2016年3月24日初版発売、ISBN 978-4344836709）
  2. （2016年12月24日初版発売、ISBN 978-4344837744）
  3. （2017年2月24日初版発売、ISBN 978-4344839144）
- 戦国人物伝 藤堂高虎 (コミック版日本の歴史) （ポプラ社刊）（2018年12月15日初版発売、ISBN 978-4591160763）

## その他
- 防衛省広報誌『MAMOR』（扶桑社）2013年4月号の「急患輸送」特集内で「出動!自衛隊急患輸送」という6ページの漫画を執筆。